# Broad Art Foundation
De Broad Art Foundation gevestigd te Los Angeles is sinds 1984 een stichting van de vastgoedhandelaars Eli (1933-2021) en Edythe Broad (1936).

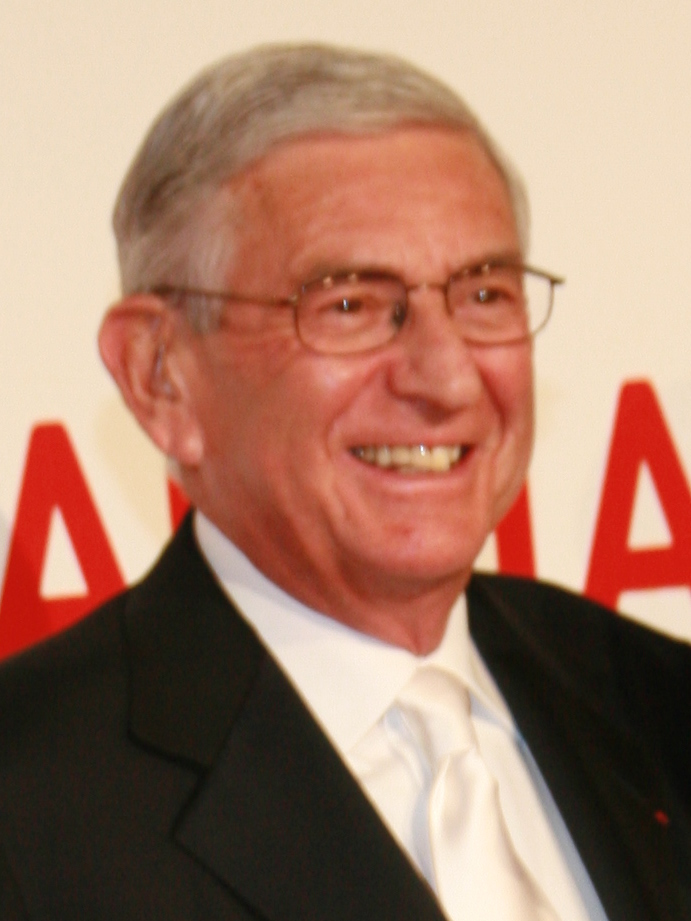
Eli Broad in 2008

## Toelichting
Deze particuliere stichting beheert een enorme kunstverzameling die volgens Forbes momenteel (2010) staat voor een handelswaarde van ca. 1 miljard dollar. De nadruk ligt op hedendaagse kunst. Het echtpaar Broad bezit twee collecties: een persoonlijke verzameling met ongeveer 500 werken en The Broad Art Foundation's Collection met ongeveer 1500 werken, voornamelijk hedendaagse en moderne kunst. 
Het merendeel van de kunstwerken wordt uitgeleend en vindt zijn weg naar tijdelijke tentoonstellingen over de gehele wereld. De beheerders beweren dat alles draait om het algemeen belang. Door deze vorm van ontsluiting wil men zo veel mogelijk mensen het kunstbezit laten bewonderen. 

In de eerste 20 jaar van haar bestaan ontleende de stichting ongeveer 7000 keerkunstwerken aan 485 instellingen met aansluitend een bezoekersaantal van 100 miljoen personen. In 2005 kocht de stichting op een veiling bij Sotheby's voor 23.816.000 dollar hedendaagse kunst.

Sinds 2015 is de uitgebreide kunstverzameling gehuisvest in het Broad Contemporary Art Museum in Los Angeles. Het museum toont beeldende kunst van 1945 tot op heden. 

## Kunstcollectie
Enkele voorbeelden van de hoogwaardige uitgebreide verzameling.
- John Baldessari, twee werken van 1967-68.
- Jasper Johns, vlagschilderij (1960 en 1967), mixed-media Watchman (1964), Hatch (1975)
- Jeff Koons, werk vanaf 1981 tot op heden
- Roy Lichtenstein, drie stripverhaalschilderijen(1962-65) en zijn in 1969 geschilderde Abstraction of a mirror.
- Robert Rauschenberg, Rood abstract (1954).
- Damien Hirst - Away From the Flock, verworven eind 2010
- Edward Ruscha, zijn eerste woordschilderij, Boss (1961) en zijn schilderij van Norms restaurant (1964)
- Cindy Sherman, 12 foto's van 1977-1980
- David Smith, beeldhouwer met Cubi XXVIII, 1965